# James Peebles
Philip James Edwin Peebles (* 25. dubna 1935 Winnipeg, Manitoba, Kanada), obvykle uváděn jako James Peebles nebo Jim Peebles, je kanadsko-americký fyzik, teoretický kosmolog a nositel Nobelovy ceny za fyziku. Významně přispěl k teorii velkého třesku, dále také v oblastech zabývajících se temnou hmotou a temnou energií. Spolu s Robertem Henrym Dickem a dalšími fyziky předpověděl existenci reliktního záření. Jeho PIB model se ale ukázal v rozporu s pozorováním.
V roce 2019 mu byla udělena Nobelova cena za fyziku za teoretické objevy ve fyzikální kosmologii.